# Вольный имперский город Безансон
Вольный имперский город Безансон — период истории французского города Безансон с 1290 по 1654 г., когда он входил в состав Священной римской империи на правах вольного имперского города. Владения ограничивались территорией самого Безансона, из-за чего он зависел от соседних правителей — пфальцграфов и герцогов Бургундии. Напоминанием о тех временах является герб Безансона, на котором изображён двухглавый имперский орёл. Имперский статус был утрачен в 1654 г. после перехода под власть королевства Испания, статус вольного города сохранялся до французского завоевания 1678 г.

## Обретение статуса
Безансон стал частью Священной Римской Империи в 1034 году в результате войны за бургундское наследство, как и остальная часть графства Бургундия.
С IV в. в городе находится резиденция архиепископа Безансона. В 1043 году город вошёл в состав княжества-епископства Безансон, в 1290 г. получив статус вольного имперского города под властью императора Священной Римской империи. Это случилось после двух осад войсками императора Рудольфа I Габсбурга в рамках борьбы с пфальцграфом Бургундии Отоном IV. В результате Оттон был вынужден подчиниться императору, а Безансон получил особый статус и свободу управления, при этом он был выведен из подчинения архиепископа. В 1293 г. при поддержке Рудольфа мэром стал Жан де Шалон-Арле, через год ставший виконтом Безансона. Оставаясь подчиненным императору, Безансон управляет сам по себе через совет из 28 представителей знати, избранных всеобщим избирательным правом мужчин различной степени, и совет из четырнадцати губернаторов, назначаемых представителями знати.
В августе 1336 года герцог Бургундии Эд IV осадил Безансон после спора с дворянством и духовенством Франш-Конте. Герцог посылает 9000 солдат, которые обосновываются в Сен-Ферже, и вступает в битву недалеко от Плануаза. После переговоров с архиепископом и несмотря на некоторое сопротивление, конфликт прекращается на местном уровне.
Город оказался втянутым в ряд споров со своим архиепископом и обратился за помощью к ряду внешних защитников или капитанов, таких как Филипп Добрый.. В XV в. Безансон будет находиться под защитой Бургундского герцогства, хотя он никогда не признавал его суверенитет.

### При Габсбургах

Бургундский имперский округ, основу которого составили унаследованная Габсбургами часть Бургундского герцогства.

После того, как в 1477 г. Мария Бургундская вышла замуж за сына императора Священной Римской империи Фридриха III Максимилиана, графство Бургундия присоединилось к Безансону в составе домена Габсбургов. В 1519 г. король Испании и герцог Бургундии Карл V стал императором Священной Римской Империи, объединив под своей властью Франш-Конте и Безансон, при нём регион пережил золотой век. В 1512 г. Безансон вошёл в состав Бургундского имперского округа.
В 1534 г. город получил право чеканить монеты.
Когда Карл V отрекся от престола в 1555 г., он передал Нидерланды и Испанию своему сыну Филиппу II, Франш-Конте присоединился к ним незадолго до смерти императора в 1558 г. Но Безансон сохранил свой статус, лишь в ходе французских религиозных войн гугеноты попытались захватить городскую крепость, после чего он принял испанский гарнизон.

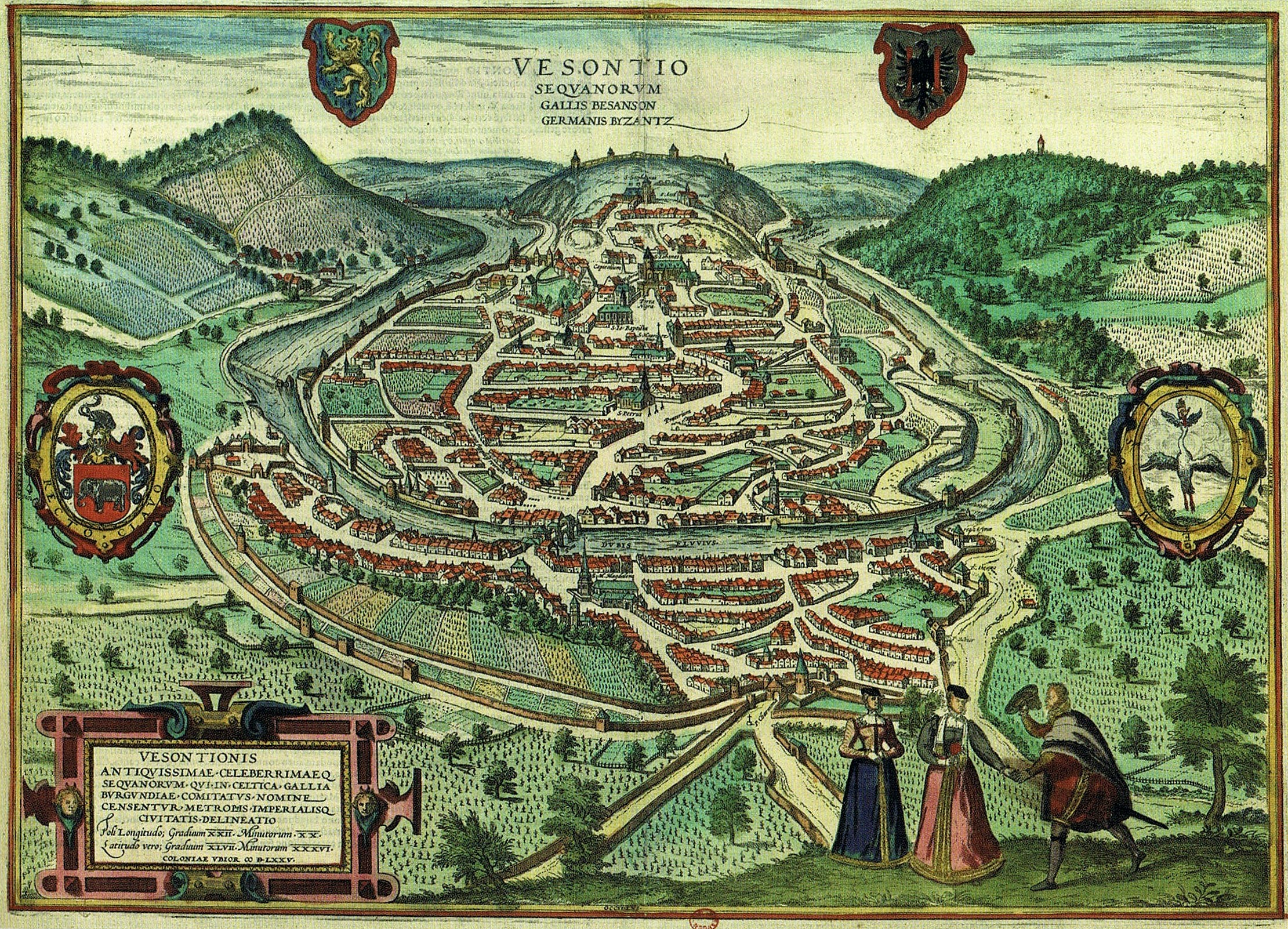
Гравюра с видом Безансона (1575 г.).

В 1598 году Филипп II завещал Франщ-Конте вместе со статусом «защитника Безансона» своей дочери Изабелле Кларе Евгении после её брака с Эрцгерцогом Австрийским Альбертом (1559—1621).
В 1631 г. брат короля Франции Людовика XIII Гастон Орлеанский, участвовавший в заговоре против него и кардинала Ришелье, был с радостью принят Бизонтенами. Эти приемы будут проходить четырнадцать дней весной и шесть дней летом. Эти два слишком теплых приема послужат для Ришелье предлогом для денонсации действующего уже более века договора о нейтралитете Франш-Конте и для рассмотрения вопроса о вторжении в графство (включая Безансон)

### Под властью Испании
По Вестфальскому миру 1648 г. город был передан Испании вместе с графством Франш-Конте, свой статус вольного города был утрачен три года спустя, при этом Безансон сохранил высокую степень внутренней автономии..
В 1654 г. Безансон был передан непосредственно под власть Испании в рамках Регенсбургского рейхстага, по которому курфюршество Пфальц в обмен получила захваченный Испанией в ходе Тридцатилетней войны в 1621 г. город Франкенталь в Пфальце.
В 1667 г. король Франции Людовик XIV в качестве мужа испанской принцессы Марии Терезии потребовал в том числе Франш-Конте, годом позже в ходе последовавшей деволюционной войны французские войска прибыли во Франш-Конте. Безансон тщетно пытался придерживаться нейтралитета как имперский город, что было отвергнуто французским полководцем Людовиком II де Бурбоном-Конде, в то же время согласившимся на щедрые условия сдачи (например, ограничив религиозную свободу протестантов, действовавшую в то время во Франции). В время фанцузской оккупации город посетил военный инженер и архитектор Себастьен Вобан, разработавший планы его укрепления. В конце концов, Аахенский мирный трактат вернул город Испании.
Испанцы начали строительство главного и центрального пункта городской обороны — цитадели, разместив её на горе Сент-Этьен. Строительство этих укреплений во многом повторяет ранние планы, разработанные Вобаном. Как и работа монетного двора, строительство этой первой цитадели было прервано в 1673 г.

### Захват Францией

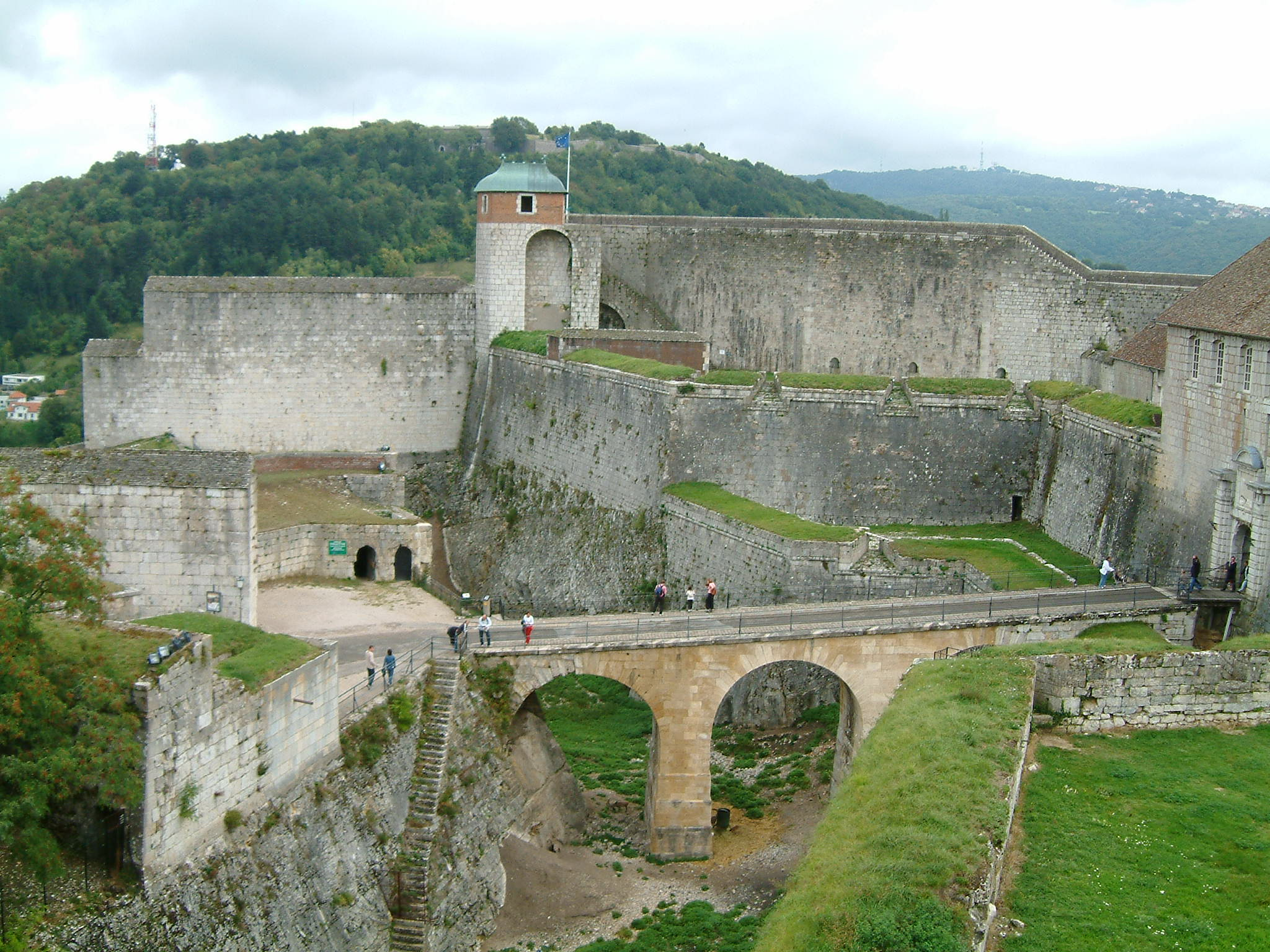
Укрепления Безансона, возведённые Вобаном.

В ходе Голландской войны Франция завоевала Франш-Конте и Безансон, который был занят после осады в 1674 г. с сохранением привилегий. Территориальные перемены были подтверждены Нимвегенскими мирными договорами.
В 1676 г. была прекращена демократическая форма правления в Безансоне, взамен функционировавшего суда учреждается окружной суд. В рамках соглашения город стал административным центром Франш-Конте, а управляющий регионом парламент заменил Парламент Доля . Le contrôle français est affirmé en 1678 par le traité de Nimègue, en même temps que le Comté de Bourgogne. Ce dernier s’appellera désormais Franche-Comté (de Bourgogne) avec Besançon comme capitale.

## Население
К концу 1289 г. население города составляло примерно 12 тыс.. Списки налогоплательщиков, датируемые 1290—1304 годами, позволили подсчитать, что в 1320 г. население составляло около 10 тыс. человек на 1500 домохозяйств, численность духовенства составила 360—500 человек.
В 1518 г. проживало 8-9 тыс., к 1608 г. число горожан достигло 11-12 тыс.

## Экономика
Помимо сельского хозяйства (виноградарство), защищенный крепостными стенами город становится центром текстильного производства и региональной торговли с ярмарками и рынками. Хотя Безансон и уступал в текстильной или финансовой деятельности городам Италии, Фландрии или Шампани, льняные полотна bisontine продавались в Шампани, Бургундии и Баварии; присутствие итальянских банкиров подтверждает определённый объём финансовых операций.